# Dmytro Pavlychko
Dmytro Vasylyovych Pavlychko (em ucraniano: Дмитро Васильович Павличко; 28 de setembro de 1929 – 29 de janeiro de 2023) foi um poeta, tradutor, roteirista, culturologista e político ucraniano.

## Biografia
Dmytro Pavlychko nasceu em 28 de setembro de 1929 em uma família de trabalhadores madeireiros que vivia no vilarejo de Stopchativ, perto das montanhas dos Cárpatos. Atualmente, esse lugar fica próximo à cidade de Yabluniv, em Kosiv Raion, Oblast de Ivano-Frankivsk. Entre 1945 e 1946, ele passou cerca de 12 meses na prisão soviética, depois de participar do Exército Insurreto Ucraniano aos 16 anos de idade.
Em 1953, Pavlychko se formou na Universidade de Lviv (Departamento de Filologia) e trabalhou na revista “Zhovten” (atualmente, “Dzvin”). Depois de chegar a Kiev, trabalhou no escritório da União Nacional de Escritores da Ucrânia e, entre 1971 e 1978, como editor da revista “Vsesvit” (“Universo”).
Em suas obras poéticas do período soviético, a primeira das quais (“Amor e ódio”) foi publicada em 1953, Pavlychko se apresentou como publicitário e ativista civil, embora limitado pela censura da época e comprometendo-se com as regras existentes. Por essa obra literária, ele recebeu o Prêmio Nacional Shevchenko em 1977.
Além de escrever seus próprios versos, também traduziu poemas de Dante Alighieri, Francesco Petrarca, Michelangelo, William Shakespeare, José Martí, Nikola Vaptsarov, entre outros.
Muitos dos poemas de Pavlychko foram usados em várias canções, das quais a mais popular e famosa é " Duas Cores ".
No final da década de 1980, Dmytro Pavlychko foi um dos fundadores do Movimento Popular da Ucrânia, participou da renovação da Prosvita Society, organizando e liderando as comemorações do 500º aniversário do Zaporozhian Sich em 1990 e participando ativamente da elaboração do Ato de Declaração da Independência da Ucrânia, aprovada em 24 de agosto de 1991. Na década de 1990, Pavlychko foi embaixador da Ucrânia na Polônia e na Eslováquia. Pavlychko foi eleito para o Verkhovna Rada (parlamento ucraniano) de 1990 a 1999, bem como em 2005.
Pavlychko foi Doutor Honorário em Ciências pelas Universidades de Lviv e Varsóvia e professor da Academia Kiev-Mohyla.
Em 24 de outubro de 2019, o Museu Nacional de Literatura da Ucrânia sediou uma noite de aniversário dedicada ao 90º aniversário de Dmytro Pavlychko, onde foi publicado o quinto volume de seu livro “Dmytro Pavlychko. Memórias" da Editora Yaroslaviv Val.
Pavlychko morreu em 29 de janeiro de 2023 em Kiev, aos 93 anos, e foi enterrado em 31 de janeiro em seu vilarejo natal, Stopchativ.

## Prêmios e honrarias
- Ordem da Bandeira Vermelha do Trabalho (1960)
- Ordem do Distintivo de Honra (1967)
- Prêmio Nacional Shevchenko (1977)
- Ordem da Amizade dos Povos (1979)
- Prêmio Internacional Botev (1986)
- Ordem de Mérito (Ucrânia), 3ª classe (1997)
- Ordem do Príncipe Yaroslav, o Sábio, 5ª classe (1999)
- Prêmio Antonovych (2004)
- Herói da Ucrânia (2004)
- Ordem do Príncipe Yaroslav, o Sábio, 4ª classe (2009)
- Ordem da Liberdade (Ucrânia) (2015)

## Trabalhos publicados
- Lyubov i nenavist ("Amor e ódio"), 1953.
- Moya zemlya ("Minha terra"), 1953.
- Chorna nytka ("Fio preto"), 1958.
- Pravda klyche ("A verdade está chamando"), 1958.
- Granoslov, 1968.
- Sonety podilskoy oseny ("Sonetos de outono podilianos"), 1973.
- Taemnytsya tvogo oblychchia ("Mistério do seu rosto"), 1974, 1979.
- Magistralyamy slova ("Pelas estradas da palavra"), crítica literária, 1978.
- Nad glybynamy ("Sobre as profundezas"), crítica literária, 1984.
- Espiral, 1984.
- Poemy i pritchi ("Poemas e parábolas"), 1986.
- Bilya muzhniogo slova ("Ao lado da palavra corajosa"), crítica literária, 1988.
- Salmo Pokayanni ("Salmos de arrependimento"), 1994.
- Sonetos do mundo (tradução), 1983.

## Seus livros
- Dmytro Vasylovych Pavlychko. (2004). Ideia Nacional Ucraniana : Statti, Vystupy, Interv'iu, Dokumenty, Vyd-vo Solomii Pavlychko Osnovy.  .
- Dmytro Vasylovych Pavlychko. (2002). Naperstok : Poezii, Vyd-vo Solomii Pavlychko Osnovy.ISBN 978-966-500-227-7ISBN 978-966-500-227-7 .
- Dmytro Vasylovych Pavlychko. (2002). Ukrainska Natsionalna Ideia, Vydavnychyi dim KM Akademiia.ISBN 978-966-518-172-9ISBN 978-966-518-172-9 .
- Dmytro Vasylovych Pavlychko. (1988). Bilia Muzhnoho Svitla : Literaturno-Krytychni Statti, Spohady, Vystupy, Rad. pysmennyk.ISBN 978-5-333-00026-2ISBN 978-5-333-00026-2 .